# القطنة (الحديدة)

تعديل مصدري - تعديل

القطنة هي إحدى قرى مديرية حيس، التابعة لمحافظة الحديدة اليمنية، بلغ تعداد سكانها 1806 نسمة حسب الإحصاء الذي جرى عام 2004.